# Hippolyte Monpou
Ne doit pas être confondu avec Federico Mompou.
Vous pouvez aider à l'améliorer ou bien discuter des problèmes sur sa page de discussion.
- Il ne cite pas suffisamment ses sources. Vous pouvez indiquer les passages à sourcer avec {{référence nécessaire}} ou {{Référence souhaitée}}, et inclure les références utiles en les liant aux notes de bas de page. (Marqué depuis janvier 2020)
- Il doit être recyclé. La réorganisation et la clarification du contenu sont nécessaires. (Marqué depuis janvier 2020)

- Archive Wikiwix
- Bing
- Cairn
- DuckDuckGo
- E. Universalis
- Gallica
- Google
- G. Books
- G. News
- G. Scholar
- Persée
- Qwant
- (zh) Baidu
- (ru) Yandex
- (wd) trouver des œuvres sur Wikidata

François Louis Hippolyte Monpou, né le 13 janvier 1804 à Paris et mort le 10 août 1841 à Orléans (Loiret), est un compositeur et organiste français. 
Musicien romantique par excellence, Monpou met en musique les poèmes et les pièces de Victor Hugo, Alfred de Musset, Alexandre Dumas, Théophile Gauthier ou Gérard de Nerval.

## Biographie
Hippolyte Monpou est né à Paris le 13 janvier 1804. Il est d'abord enfant de chœur à l'église Saint-Germain-l'Auxerrois, puis entre à neuf ans dans la maîtrise de Notre-Dame, alors dirigée par Pierre Desvignes. En 1817, il devient l'un des premiers élèves de l'« Institution royale de musique classique et religieuse » fondée par Alexandre-Étienne Choron, et est désigné deux ans plus tard pour aller remplir les fonctions d'organiste à la cathédrale de Tours. Une telle fonction était trop au-dessus des forces de ce musicien de seize ans, pour qu'il la conserve longtemps ; aussi doit-il ensuite rentrer dans l'école de Choron en qualité de maître répétiteur. Puis il devient successivement organiste de l'église Saint-Thomas-d'Aquin, de Saint-Nicolas-des-Champs et de la chapelle de la Sorbonne, ce qui lui permet de faire exécuter plusieurs messes de sa composition.
Grâce à une étude constante des grands maîtres italiens, allemands et français, grâce surtout aux exercices qu'il faisait chaque jour avec des condisciples, tel que Duprez, Boulanger, Scudo, Vachon, Wartel, etc. il parvient à acquérir les connaissances pratiques nécessaires pour exercer un emploi auquel il n'est pas préparé par ses premières études. L'ouverture des concerts de musique ancienne créés par Choron en 1828, sous le nom d'Institution royale de musique religieuse, lui est très utile ; les fonctions d'accompagnateur qu'il doit souvent remplir devant le public lui font perdre une timidité exagérée qui paralysait tous ses moyens et l'empêchait de devenir un bon lecteur et un habile pianiste.
C'est vers cette époque qu'il s'essaye dans la composition de quelques romances. Son nocturne à trois voix sur ces paroles de Béranger Si j'étais petit oiseau, qui est suivi de plusieurs chansonnettes, eut un grand succès et commence sa popularité. Quand la révolution de 1830 vient suspendre les concerts de musique ancienne et même amener la fermeture de l'école Choron, Monpou, abandonné à lui-même, trouve sa voix. Il épouse la cause du romantisme au point de devenir « l'enfant chéri des cénacles romantiques » comme l'écrira le librettiste Gustave Chouquet. Sa romance de L'Andalouse sur des paroles d'Alfred de Musset ; Sarah la Baigneuse de Victor Hugo, Les Colombes de Saint-Marc, Le Lever, Venise, Madrid, La Chanson de Mignon, Le Fou de Tolède, Gastibelza, Les deux Archers, Les Résurrectionnistes, Le Voile blanc, qui se distinguent par une originalité, deviennent promptement populaires. C'est vers cette époque qu'il met en musique un chapitre des Paroles d'un croyant de Lamennais, le Chant d'exil, et la dernière scène d'Othello, traduite par Alfred de Vigny. Il chante lui-même ses compositions dans les salons.
Encouragé par les succès faciles qu'il remporte dans la nouvelle voie où il est entré, Monpou croit pouvoir aborder la scène. Il fait représenter en 1835 au théâtre de l'Opéra-Comique Les Deux Reines, ouvrage en un acte, dont les paroles étaient de Frédéric Soulié. Si la pièce fut en général mal reçue, la romance de basse Adieu, mon beau navire connut un succès foudroyant.
À partir de ce moment, ses compositions dramatiques se succèdent assez rapidement. Le Luthier de Vienne, opéra comique en un acte, dont les paroles sont de MM de Saint-Georges et de Leuven, est joué en 1836. L'intrigue met en scène un luthier qui voudrait marier son fils Frédéric à sa nièce, jeune fille accomplie qui joue de l'orgue comme un ange, mais à qui une santé délicate interdit le chant. Frédéric raffole d'une baronne de Castelfiori qu'il a entendu chanter dans un concert. Cette baronne cantatrice ne veut pas être un obstacle à l'accomplissement des vœux du luthier. Elle rend Frédéric plus sage, et se résigne elle-même à épouser un vieux conseiller aulique. On voit dans La partition du Luthier de Vienne comment Monpou s'affranchit des formes classiques pour imaginer des modulations et des rythmes nouveaux. L'ouverture commence en ut mineur et finit en mi bémol. Les morceaux les plus notables sont la chanson Les fils de l'Université, la cavatine, le cantique de Sainte-Cécile, Hosannah! gloire à Dieu, chanté par Mme Damoreau, morceau de musique religieuse, et la chanson du vieux chasseur Ramenez mon troupeau.
Piquillo, opéra en trois actes dont le livret est de MM. Alexandre Dumas et Gérard de Nerval, est représenté à la fin de 1837 ; il a plus d'importance. Le héros de la pièce, Piquillo, voleur espagnol, n'inspire pas une grande sympathie. Quant à la musique, elle a le cachet de l'originalité qui distingue toutes les productions de Monpou. On notera les couplets chantés par Jenny Colon Je ne suis point Phoebé, La déesse voilée. L'air Ah, dans mon cœur, quelle voix se réveille, dit par la même artiste, a été aussi remarqué. Le trio Au voleur!, celui du signalement Puisque vous voulez bien éclairer la justice, ont moins de succès, contrairement à l'air Mon doux pays des Espagnes.
En décembre 1838, Perugina, dont les paroles sont de Mélesville, est représenté au théâtre de la Renaissance. On y distingue à peine une ou deux romances.
En 1839, Monpou donne à l'Opéra-Comique Un conte d'autrefois, et Le Planteur, et au théâtre de la Renaissance la Chaste Suzanne, opéra de genre en quatre actes, dont les paroles sont de Carmouche et de Frédéric de Courcy. Le livret est d'une inconvenance telle que le public du théâtre de la Renaissance ne peut le tolérer. Partant de cette idée fausse que les sujets bibliques réussissent rarement au théâtre parce qu'ils n'offrent pas de scènes familières qui rompent la monotonie du sujet, les auteurs du poème se sont imaginé de donner à plusieurs personnages un caractère bouffon. Les sujets sacrés sont trop respectables pour qu'on se permette d'y introduire, sous prétexte de variété, des scènes comiques, encore moins burlesques, et leur succès sera d'autant plus réel et durable que les auteurs se seront maintenus dans le caractère de gravité et d'élévation que ses sujets comportent. Sic fertur ad astra. Les opéras de David, de Saül, de La Mort d'Adam, n'ont pas eu de succès ; mais Joseph et Moïse, sont encore l'objet de l'admiration universelle, et au Théâtre-Français, les sujets bibliques et chrétiens d' Athalie, d' Esther et de Polyeucte, sont rangés parmi les chefs-d'œuvre du répertoire. On notera la phrase de Daniel :

« Comment dans ma jeune âme

Supporter à la fois

Ce tendre regard de femme,

Le son charmant de cette voix ? »

Le dernier opéra comique de Monpou, représenté de son vivant, est Jeanne de Naples, opéra-comique en trois actes, dont les paroles sont de MM. de Leuven et Brunswick ; il est joué à l'Opéra-Comique le 2 octobre 1840. La musique de cet opéra, faite en collaboration avec M. Bordèse. Aux accents heurtés et inégaux de Monpou, succédèrent les mélodies faciles et dans le goût italien de Bordèse. Cependant, malgré ce défaut d'unité, l'ouvrage a été bien accueilli. Au premier acte, on a remarqué le boléro et, au second, un trio.
L'ambition s'empare de Monpou ; il veut avoir un livret d’Eugène Scribe qui est alors fort à la mode. Après plusieurs tentatives infructueuses, il voit ses désirs réalisés, mais à la condition que la partition soit livrée dans un délai relativement court, sous peine d'un dédit de 20 000 francs. Cet engagement est inacceptable pour un compositeur tel que Monpou, doué de peu de facilités; il présume trop de ses forces, et il a le tort de penser qu'il pourrait, par l'activité, suppléer à ce qu'il lui manquait. Il déploie une telle ardeur, qu'il tombe malade avant de commencer le troisième acte. Une gastralgie aiguë, causée par un excès de fatigue, le force à s'arrêter. D'après les conseils des médecins, il pense retrouver des forces en allant vivre à la campagne ; il est trop tard ; quand il arrive au Petit-Château (La Chapelle-Saint-Mesmin) chez son ami Louis-Émile Vanderburch, sur les bords de la Loire, son état devient si grave, qu'on doit en toute hâte le ramener à Orléans, pour réclamer les secours de l'art. Mais c'est en vain ; quelques jours après, le 10 août 1841, Monpou meurt à l'âge de 37 ans. Aspasie Oschens, sa veuve, ayant ramené ses restes à Paris, on célèbre en son honneur à Saint-Roch, une messe solennelle, dans laquelle on exécute plusieurs motets funèbres de sa composition. Il est inhumé au cimetière du Père-Lachaise.
En mourant, Hippolyte Monpou laisse un certain nombre d'œuvres inédites, parmi lesquelles plusieurs compositions religieuses, et Lambert Simnel, opéra-comique en trois actes, dont le livret est de Scribe.
Cet opéra qui amène la mort de Monpou, n'est représenté que le 14 septembre 1843, car il est inachevé lors de la mort du compositeur ; il est terminé par Adolphe Adam. L'action se passe sous Henri III, roi d'Angleterre. Le comte de Warwick dernier descendant des Plantagenêt, est mort dans la tour de Londres. Ses partisans découvrent un jeune garçon qui lui ressemble ; c'est Simnel; c'était dans l'histoire le fils d'un boulanger. Scribe a préféré en faire un garçon pâtissier, comme il transforme, dans le Prophète, Jean de Leyde, le tailleur, en cabaretier. Le comte de Lincoln fait passer Lambert Simnel pour le prétendant. L'ambition s'empare du pauvre garçon, qui abandonne sa fiancée Catherine, et court se signaler par mille exploits; mais le masque tombe, le héros redevient pâtissier comme devant, épouse Catherine. Il est refusé par Donizetti et par Halévy. L'introduction dans cet ouvrage inclut le God save the king ; ce qui est un anachronisme, puisque cet hymne national est composé plus de 170 ans après la guerre des Deux-Roses ; Scribe et Adam n'y regardant pas de si près. Parmi les morceaux, le chœur d'introduction se distingue par l'adagio de l'air de ténor :

« Les yeux baissés, timide et belle,

Ma fiancée est à mon bras;

Doucement vers la chapelle

Je guide ses pas »

Le terzetto Il nous faut un Warwick comprend un air de soprano du second acte Anges divins, il se distingue par un adagio; le motif, exécuté par les violoncelles, a servi d'ouverture. On y trouve notamment les couplets J'avais fait un plus joli rêve. Le troisième acte n'offre guère de saillant que la romance chantée par Simmel Adieu doux rêves et ma gloire, qui se distingue surtout par l'expression donnée à ce refrain :

« Vous m'avez donné la couronne,
Vous m'avez ravi de bonheur ! »

Ce compositeur a écrit aussi un chant burlesque à quatre parties intitulé Les Cris de Paris, imitation des Cris de Paris, au XVIe siècle de Clément Jannequin, et un drame fantastique sur la Lénore de Burger, en récit et en action.
Hippolyte Monpou a conservé de son passage à l'école de Choron et de ses fonctions d'organiste à la Sorbonne un sentiment religieux dont il a donné les marques dans sa musique d'église. Il existe de lui un recueil de cantiques à la Sainte Vierge à trois voix avec accompagnement d'orgue, et on chante encore ses motets O Domine, Miseremini et Pie Jesu dans les cérémonies funèbres. Ils portent le caractère d'un profond sentiment religieux. Sa mémoire en  reçoit la récompense, car ses opéras sont depuis longtemps expulsés du répertoire dramatique, tandis que ses compositions sacrées retentissent presque chaque jour sous les voûtes des églises.

## Œuvres
- Si j'étais petit oiseau, nocturne à trois voix sur des paroles de Béranger
- Œuvres musicales (217 titres), Bibliothèque nationale de France (BNF)[4]